# スメルズ・ライク・ティーン・スピリット
「スメルズ・ライク・ティーン・スピリット」（Smells Like Teen Spirit）は、アメリカのグランジバンド、ニルヴァーナの代表曲で、アルバム『ネヴァーマインド』の先行シングルとしてリリースされた。

## 概要
1991年に発売されたニルヴァーナのセカンドアルバム『ネヴァーマインド』からリリースされた先行シングルで、それまでにロックミュージックを牽引していた、派手なルックスながらも歌詞に大きな意味を持たない、音楽に重きを置いたハードロックや、MTVを意識したアイドルロックバンド等の類がメジャーであった音楽ムーブメントに、突如、憂鬱で地味な見た目で、半ば意味不明ながらも一定のメッセージ性がある歌詞と、万人受けするメロディを持ち合わせた当曲は、当時の音楽ムーブメントに大きな衝撃を与えた。これが音楽転換点となり、その後以降の「グランジ」という音楽ジャンルをメジャーに押し上げ牽引した。
ビルボードで6位を獲得。多くの批評家からその年のベストシングルとして推挙された。ミュージック・ビデオも、MTVビデオミュージック・アウォーズに於いてベストニューアーティスト賞、及びベストオルタナティブ・アーティスト賞を獲得した。
『ローリング・ストーン』誌が選んだ「オールタイム・グレイテスト・ソング500」（2021年版）と「オールタイム・グレイテスト・ギター・ソングス100」に於いて、それぞれ5位と10位にランクイン。

## 経緯
カート本人によれば「『ネヴァーマインド』を売り出すに当たって、ちょっとしたポップ・ソングを作ろう」と思って、「ピクシーズからリフをパクって（元は「U-mass」と言われている）出来た曲」。カートは更にボストン（「More than a Feeling」が似ているといわれることから）やブルー・オイスター・カルト（「Godzilla」）などからも影響を受けていると冗談交じりに述懐している。
カート自身はこの楽曲をいわゆる「クールな」当時の若者たち（ジェネレーションX）を皮肉ったものとして製作しており、その意図が曲がって伝わってしまったことに不快感を示している。
また、サミュエル・ベイヤーによるミュージック・ビデオは、曲の世界観を捉えた秀逸なものであり、当時のMTVの隆盛と共に一時代を築いた。2002年までにヨーロッパで最も多く流されたPVであったと言われている。
しかしながら、作曲者であるカートはこの楽曲に愛憎半ばする思いを抱いており、前述したような発言からも明らかなように、しばしばこの楽曲を否定する発言を繰り返している。1994年、コンサートではこの曲をプレイする前に「契約の関係で仕方ないからこの歌を歌う。だけどこの曲は俺達の人生を、そしてシアトルを台無しにした。そして多分、お前らも」と発言をしている。結果として、ニルヴァーナの最も有名な楽曲であるにもかかわらず、カートが最も演奏したがらない楽曲となってしまった。

### 曲名の由来
曲名は、1990年当時の友人、ビキニ・キルのキャスリーン・ハンナに、「カートはティーンスピリット（デオドラントの名前）の匂いがする（Kurt smells teen spirit）」と落書きをされ、そのデオドラントを使っている、同じくビキニ・キルのトビ・ヴェイル（Tobi Vail）と付き合っていることを揶揄されたのを気に入って使った 。
本楽曲がヒットした後しばらく「ティーン・スピリット」発売元のコルゲートは“Do you smell like teen spirit?”といったコピーで商品を宣伝していた。

## 歌詞
この楽曲の詞はライブ・アルバムなどを聴くと明らかなように、幾つかのバージョンがある。当初のものは、曲名の由来ともなったガール・フレンドのことを歌ったものであった。
カートの作詞はウィリアム・S・バロウズに影響を受けており、自身の日記に記した内容をカットアップ（一部を切り取ってバラバラに繋ぎ合わせる技法）して行なっていたという。
カートによれば、「どうも皆深読みしたがるみたいだけど、ありゃ単なるゴミだよ」とのこと。カートはこの曲をあまりよく思っておらず、ある番組では1オクターブ下げてマイクに齧り付くように歌い、「ヤク中を撃ち殺せ」という風に歌詞を改変していた(Live Tonight Sold Out収録)。

## 影響と評価
1991年以降、「グランジ」は新たな若者達の音楽的・文化的キーワードになった。
ロック史においては、70年代のパンクムーブメント以来の音楽的転換点であると言われ、『スメルズ・ライク・ティーン・スピリット』は多くの批評家から「90年代における重要曲」として挙げられる楽曲である。
そのシンプルなリフと技術的に簡易なギターワーク、更には時代の「リアル」を反映した詞によって、たくさんの若者の支持を得た。多くの後進アーティスト達は「70-80年代のヘヴィメタル、ハードロック、プログレなどのこれ見よがしでうすっぺらな音楽には飽き飽きしていたし、パンクは過激すぎてちょっとと思っていたが、ニルヴァーナの『スメルズ・ライク・ティーン・スピリット』を聴いてこれならやりたい、俺達にも出来ると思った」と異口同音に証言している。
換言すればプログレッシブ・ロックやヘヴィ・メタルなどに端を発する「（少なくとも普通の人には）歌えない」、「（プレイするのが）難しい」、プレイヤー至上主義の従来型のロックに対して大きく唱えられた「NO」であったともいえる。
ラッパーのジェイ・Zは、ファレル・ウィリアムスのインタヴューを受けていた際にこの曲に触れ、「みんなが感じてた事を見事に表してただろ」と発言した。またニルヴァーナそのものやグランジのムーヴメントに関しても「ヘンな感じだった。ヒップホップが大きな勢力になろうとしてた時に、グランジはそれを一時止めたんだ」「カート・コベインがあんなメッセージを持って出てきたときは、『俺たちはちょっと(ブームが過ぎるのを)待ってなきゃいけないな』と思ったよ」と評価している。後にジェイ・Zは、自身の曲に「スメルズ・ライク・ティーン・スピリット」の歌詞を引用している（後述） 。

## クレジット
※出典
ニルヴァーナ
- カート・コバーン - ボーカル、エレキギター
- クリス・ノヴォセリック - エレキベース
- デイヴ・グロール - ドラム

エンジニア
- ブッチ・ヴィグ - エンジニア、プロデューサー
- アンディ・ウォレス - ミキシング

## カバー・パロディおよび他作品での使用など
この楽曲は様々なアーティストにカバーされている。
- 最初に行われたカバーの一つに、1992年にCrucify EPに収録された、トーリ・エイモスによるアコースティック・ピアノバージョンがあり、コバーンは "素晴らしい朝御飯のシリアルのバージョンだ"と評した[7]。
- 1992年、アル・ヤンコビックは、この曲の替え歌である "Smells Like Nirvana" を作曲した。内容はニルヴァーナをネタにしたものとなっており、コバーンの歌唱の理解のしにくさを難しい言い回しを用いて替え歌にした。ヤンコビックによれば、コバーンはパロディ版を聞いてようやくバンドの成功を実感できたとヤンコビックに言ったという[8]。
- イギリスのグループ en:The Flying Picketsは、自身のアルバムen:The Original Flying Pickets: Volume 1 - 1994収録時、この楽曲をアカペラで歌って収録した。
- 1995年、キアコア・バンド en:Pansy Divisionが"Smells Like Queer Spirit"というタイトルでこの楽曲のパロディを行い、アルバムPile Upに収録された。
- en:The Moog Cookbookは自身のアルバム The Moog Cookbook（1995年）でシンセサイザーを用いたカバーを行い、日本のビートボクサー en:Dokakaもビートボックスを用いたカバーを収録した。
- ドイツのアタリ・ティーンエイジ・ライオットは1997年にリリースされたアルバム Burn, Berlin, Burn!に収録された楽曲『アタリ・ティーンエイジ・ライオット』にこの楽曲をサンプリングという形で挿入。
- 1999年、ニルヴァーナのメンバーとは親交の深かったバンド・メルヴィンズが、レイフ・ギャレットをゲストヴォーカルに迎えてカバーし、フラワージャケット三部作の最後のアルバム『The Crybaby』に収録された。
- 2000年、ブランクス77 はアルバムSmells Like Bleach: A Punk Tribute to Nirvanaでトリビュートを行い、ベッキー・ボンデージはSmells Like Nirvanaでカバーした。
- ドイツのテクノDJDJバルーンは自身の楽曲 "Monstersound"にサンプリングという形でこの楽曲を挿入した[9]。
- 2003年、ジャズ・トリオのザ・バッド・プラスがアルバム『ヴィスタス』にカバーを収録した[10]。
- 古今のスタンダード・ナンバーにリスペクトを捧げた映画『ムーラン・ルージュ』（2001年）では、主人公が初めてムーラン・ルージュの喧騒に足を踏み入れるハイライトシーンで、この曲が流れている。
- 2005年、1950年代に活躍した歌手ポール・アンカがこの曲のスイング・アレンジ版を歌った。
- 2006年に、フライリーフが Yahoo!の en:LAUNCHcast上でカバーを行った。
- 2007年、パティ・スミスが自身が今まで書いてきた歌詞とは異なる内容であるこの楽曲のカバーを行い、彼女のカバーアルバム Twelveに収録された。
- 2009年、エイベックスの企画盤「パンコレ~voice actresses’legendary punk songs collection~」で声優の後藤邑子がカヴァー。
- 2013年、ラッパーのジェイ・Zは、自身の曲「Holy Grail」でこの曲の歌詞を引用したほか、カート・コバーンの名も曲中に登場させている[11]。
- インダストリアルカバー版（法律上の問題で"Self High-Five"に改名）が、ダイヤモンド・ダラス・ペイジの入場曲としてワールド・チャンピオンシップ・レスリングプロデュースの元制作された[12]。なおこのバージョンにはペイジの声が挿入されている場面がある。
- 特徴的なリフはボストンの「More Than A Feeling」に酷似しており、1992年のレディング・フェスティバルにニルヴァーナが出演した際には、セルフパロディとして「Smells〜」の冒頭で演奏している[13]。
- 日本国内においては、ONE OK ROCKがNEVERMIND TRIBUTEに本曲のカバーを寄せている。[14]。その他、MAN WITH A MISSION[15]、B-DASH[16]、後藤邑子[17]などのアーティストがこの楽曲をカバーしている。
- 2015年公開の映画『PAN 〜ネバーランド、夢のはじまり〜』の作中にて、黒ひげ海賊団のテーマソングとして歌われた。

## 収録曲
以下ではシングル盤の収録曲を列挙する。
1. スメルズ・ライク・ティーン・スピリット "Smells Like Teen Spirit" (Cobain, Grohl, Novoselic) - 5:01
2. イーブン・イン・ヒズ・ユース "Even in His Youth" (Cobain, Grohl, Novoselic) - 3:03
3. アニューリズム "Aneurysm" (Cobain, Grohl, Novoselic) - 4:44

## チャート
| チャート (1991–1992年)                                 | 最高位 |
| ------------------------------------------------------ | ------ |
| オーストラリア (ARIA)                                  | 5      |
| オーストラリア アルタナティヴ (ARIA)                   | 1      |
| オーストリア (Ö3 Austria Top 40)                       | 8      |
| ベルギー (IFPI Belgium)                                | 1      |
| ベルギー (Ultratop 50 Flanders)                        | 1      |
| ベルギー (VRT Top 30 Flanders)                         | 1      |
| ブエノス・アイレス (UPI)                               | 1      |
| カナダ トップシングルス (RPM)                          | 9      |
| カナダ コンテンポラリー・アルバム・ラジオ (The Record) | 22     |
| デンマーク (ANR North Jutland)                         | 3      |
| ヨーロッパ (Music & Media)                             | 4      |
| ヨーロッパ ヒット・ラジオ Top40 (Music & Media)        | 31     |
| フィンランド (Suomen virallinen lista)                 | 8      |
| フランス (SNEP)                                        | 1      |
| ドイツ (GfK Entertainment charts)                      | 2      |
| アイルランド (IRMA)                                    | 15     |
| イタリア (Musica e dischi)                             | 3      |
| オランダ (Dutch Top 40)                                | 3      |
| オランダ (Single Top 100)                              | 3      |
| ニュージーランド (Recorded Music NZ)                   | 1      |
| ノルウェー (VG-lista)                                  | 2      |
| ポルトガル (AFP)                                       | 2      |
| スペイン (AFYVE)                                       | 1      |
| スウェーデン (Sverigetopplistan)                       | 3      |
| スイス (Schweizer Hitparade)                           | 6      |
| UK ネットワーク・シングルス (MRIB)                     | 7      |
| UK シングルス (OCC)                                    | 7      |
| UK エアプレイ (ERA)                                    | 32     |
| US Billboard Hot 100                                   | 6      |
| US Alternative Airplay (Billboard)                     | 1      |
| US Dance Club Songs (Billboard)                        | 14     |
| US Mainstream Rock (Billboard)                         | 7      |
| US Top 100 Pop Singles (Cashbox)                       | 5      |
| US CHR Top 40 (Radio & Records)                        | 9      |
| US AOR Tracks (Radio & Records)                        | 7      |

| チャート (2021年)                           | 最高位 |
| ------------------------------------------- | ------ |
| Global 200 (Billboard)                      | 92     |
| US Hot Rock & Alternative Songs (Billboard) | 9      |

| チャート (1992年)                     | 順位 |
| ------------------------------------- | ---- |
| オーストラリア (ARIA)                 | 46   |
| ベルギー (Ultratop 50 Flanders)       | 17   |
| カナダ (RPM)                          | 79   |
| ヨーロッパ (Music & Media)            | 10   |
| ドイツ (Official German Charts)       | 17   |
| オランダ (Dutch Top 40)               | 29   |
| オランダ (Single Top 100)             | 28   |
| ニュージーランド (Recorded Music NZ)  | 10   |
| 全米 ビルボードHot 100                | 32   |
| 全米 AOR トラックス (Radio & Records) | 63   |

| チャート (2011年) | 順位 |
| ----------------- | ---- |
| イギリス (OCC)    | 184  |

| チャート (2021年)                     | 順位 |
| ------------------------------------- | ---- |
| ビルボード グローバル 200 (Billboard) | 113  |
| ポルトガル (AFP)                      | 182  |

| チャート (2022年)                     | 順位 |
| ------------------------------------- | ---- |
| ビルボード グローバル 200 (Billboard) | 86   |

| チャート (2010–2019年)                             | 順位 |
| -------------------------------------------------- | ---- |
| 全米 メインストリーム・ロック (Nielsen Music)      | 1    |
| カナダ メインストリーム ロック・ラジオ (Billboard) | 1    |

| チャート                                    | 順位 |
| ------------------------------------------- | ---- |
| 全米 アルタナティヴ・エアプレイ (Billboard) | 27   |